# Giải thưởng phim truyền hình KBS cho Diễn viên phụ xuất sắc nhất
Giải thưởng phim truyền hình KBS cho Diễn viên phụ xuất sắc nhất (tiếng Hàn: 조연상) là giải thưởng được trao hàng năm tại lễ trao giải KBS Drama Awards được tổ chức hàng năm vào ngày 31 tháng 12 năm, và phát sóng trên đài KBS.

## Nam diễn viên phụ xuất sắc nhất

### 1990s
| Năm  | Người Đoạt Giải | Tác Phẩm                  | Ghi Chú |
| ---- | --------------- | ------------------------- | ------- |
| 1996 | Son Hyun-joo    | Color - White, First Love |         |
| 1997 | Seon Dong-hyuk  | Tears of the Dragon       |         |
| 1997 | Song Kyung-chul | A Bluebird Has It         |         |

### 2000s
| Năm  | Người Đoạt Giải | Tác Phẩm                                   | Ghi Chú |
| ---- | --------------- | ------------------------------------------ | ------- |
| 2000 | Hong Hak-pyo    | More Than Words Can Say                    |         |
| 2000 | Kim Hak-cheol   | Emperor Wang Geon                          |         |
| 2001 | Jung Tae-woo    | Emperor Wang Geon                          |         |
| 2001 | Kim Sung-hwan   | Empress Myeongseong                        |         |
| 2002 | Son Hyun-joo    | To Be With You                             |         |
| 2003 | Ahn Jung-hoon   | One Million Roses                          |         |
| 2003 | Sunwoo Jae-duk  | One Million Roses                          |         |
| 2004 | Kim Heung-soo   | More Beautiful Than a Flower               |         |
| 2004 | Oh Ji-ho        | A Second Proposal                          |         |
| 2005 | Ahn Suk-hwan    | Bizarre Bunch, Delightful Girl Choon-Hyang |         |
| 2005 | Park Chul-min   | Immortal Admiral Yi Sun-sin                |         |
| 2006 | Lee Han-wi      | Pure in Heart, Spring Waltz                |         |
| 2006 | Park Sang-myun  | Seoul 1945                                 |         |
| 2007 | Im Hyuk         | Dae Jo Yeong                               |         |
| 2007 | Lee Pil-mo      | Daughters-in-Law                           |         |
| 2008 | Kim Yong-gun    | Sự phẫn nộ của người mẹ                    |         |
| 2008 | Um Ki-joon      | The World That They Live In                |         |
| 2009 | Choi Cheol-ho   | Empress Cheonchu                           |         |
| 2009 | Yoon Joo-sang   | Bốn chàng quý tử, Mật danh IRIS            |         |

### 2010s
| Năm  | Người Đoạt Giải | Tác Phẩm                                                        | Ghi Chú |
| ---- | --------------- | --------------------------------------------------------------- | ------- |
| 2010 | Sung Dong-il    | The Slave Hunters, The Fugitive: Plan B                         |         |
| 2011 | Jung Woong-in   | Ojakgyo Family                                                  |         |
| 2012 | Kim Sang-ho     | Gia đình chồng tôi                                              |         |
| 2012 | Park Ki-woong   | Bridal Mask                                                     |         |
| 2013 | Bae Soo-bin     | Bí mật kinh hoàng                                               |         |
| 2014 | Shin Sung-rok   | The King's Face                                                 |         |
| 2015 | Park Bo-gum     | Xin chào quái vật                                               |         |
| 2015 | Kim Kyu-chul    | The Merchant: Gaekju 2015, The Jingbirok: A Memoir of Imjin War |         |
| 2016 | Lee Jun-hyeok   | Mây họa ánh trăng                                               | [ 1 ]   |
| 2017 | Kim Sung-oh     | Fight for My Way                                                |         |
| 2017 | Choi Won-young  | Mad Dog                                                         |         |
| 2018 | Kim Won-hae     | The Ghost Detective, Are You Human?                             |         |
| 2018 | In Gyo-jin      | Feel Good to Die                                                |         |
| 2019 | Jung Woong-in   | Nữ tỷ phú                                                       |         |
| 2019 | Kim Byung-chul  | Doctor Prisoner                                                 |         |
| 2019 | Oh Jung-se      | Khi hoa trà nở                                                  |         |

### 2020s
| Năm  | Người Đoạt Giải | Tác Phẩm              | Ghi Chú |
| ---- | --------------- | --------------------- | ------- |
| 2020 | Ahn Gil-kang    | Into The Ring         |         |
| 2020 | Oh Dae-hwan     | Once Again            |         |
| 2021 | Choi Dae-chul   | Revolutionary Sisters | [ 2 ]   |
| 2021 | Lee Yi-kyung    | Royal Secret Agent    | [ 2 ]   |

## Nữ diễn viên phụ xuất sắc nhất

### 1990s
| Năm  | Người Đoạt Giải | Tác Phẩm          | Ghi Chú |
| ---- | --------------- | ----------------- | ------- |
| 1996 | Song Chae-hwan  | First Love        |         |
| 1997 | Yang Geum-seok  | A Bluebird Has It |         |

### 2000s
| Năm  | Người Đoạt Giải | Tác Phẩm                     | Ghi Chú |
| ---- | --------------- | ---------------------------- | ------- |
| 2000 | Kim Hae-sook    | Trái tim mùa thu             |         |
| 2000 | Yang Hee-kyung  | School 3                     |         |
| 2000 | Yang Mi-kyung   | School 3                     |         |
| 2001 | Choi Ran        | This Is Love                 |         |
| 2001 | Kim Bo-mi       | Empress Myeongseong          |         |
| 2002 | Kim Sung-ryung  | Empress Myeongseong          |         |
| 2002 | Lee Ja-young    | To Be With You               |         |
| 2003 | Hong Soo-hyun   | Sang Doo! Let's Go to School |         |
| 2003 | Jo Yang-ja      | Empress Myeongseong          |         |
| 2004 | Heo Young-ran   | A Second Proposal            |         |
| 2004 | Kim Hae-sook    | Oh Feel Young                |         |
| 2005 | Kim Ji-young    | My Rosy Life                 |         |
| 2005 | Kim Sa-rang     | A Love to Kill               |         |
| 2006 | Jeon Mi-seon    | Hoàng Chân Y                 |         |
| 2006 | Wang Bit-na     | Hoàng Chân Y                 |         |
| 2007 | Han Go-eun      | Bí mật Seoul                 |         |
| 2007 | Kim Hye-ok      | Daughters-in-Law             |         |
| 2008 | Bae Jong-ok     | The World That They Live In  |         |
| 2009 | Moon Jung-hee   | Empress Cheonchu             |         |

### 2010s
| Năm  | Người Đoạt Giải | Tác Phẩm                           | Ghi Chú |
| ---- | --------------- | ---------------------------------- | ------- |
| 2010 | Lee Bo-hee      | Three Brothers                     |         |
| 2011 | Park Jung-ah    | Smile Again                        |         |
| 2011 | Lee Yoon-ji     | Bay cao ước mơ                     |         |
| 2012 | Jo Yoon-hee     | Gia đình chồng tôi                 |         |
| 2013 | Lee Da-hee      | Bí mật kinh hoàng                  |         |
| 2014 | Han Eun-jung    | Golden Cross                       |         |
| 2014 | Lee Chae-young  | Hai người mẹ                       |         |
| 2015 | Kim Seo-hyung   | Assembly                           |         |
| 2015 | Uhm Hyun-kyung  | Hạnh phúc là nhà                   |         |
| 2016 | Ra Mi-ran       | Tiệm may quý ông                   | [ 1 ]   |
| 2017 | Lee Il-hwa      | Sếp Kim đại tài, Án nào cũng xử    |         |
| 2017 | Jung Hye-sung   | Sếp Kim đại tài, Manhole           |         |
| 2018 | Kim Hyun-sook   | Queen of Mystery 2, Are You Human? | [ 3 ]   |
| 2018 | Yoon Jin-yi     | Vì con mà sống                     | [ 3 ]   |
| 2019 | Ha Jae-sook     | Mùi hương bí ẩn                    | [ 4 ]   |
| 2019 | Kim Jung-nan    | Bác sĩ trại giam                   | [ 4 ]   |
| 2019 | Shin Dong-mi    | Chuyện nhà Poong sang              | [ 4 ]   |
| 2019 | Yeom Hye-ran    | Khi hoa trà nở                     | [ 4 ]   |

### 2020s
| Năm  | Người Đoạt Giải | Tác Phẩm                         | Ghi Chú |
| ---- | --------------- | -------------------------------- | ------- |
| 2020 | Ye Ji-won       | Do Do Sol Sol La La Sol          | [ 5 ]   |
| 2020 | Kim Sun-young   | Homemade Love Story              | [ 5 ]   |
| 2020 | Oh Yoon-ah      | Lại một lần nữa                  | [ 2 ]   |
| 2021 | Hahm Eun-jung   | Hãy là gia đình trong mơ của tôi | [ 2 ]   |
| 2021 | Keum Sae-rok    | Tuổi trẻ của tháng Năm           | [ 2 ]   |